# فارس مسدور
فارس مسدور، من مواليد 6 أغسطس 1973 في البليدة، هو محلل وخبير إقتصادي جزائري.

## تمدرس
حصل الدكتور على شهادة البكالوريا تخصص علوم طبيعية سنة 1991م، ليكمل دراسته بجامعة الجزائر ويتحصل على شهادة الليسانس في العلوم الاقتصادية تخصص نظرية وتحليل اقتصادي سنة 1995م، بمذكرة تخرج تحت عنوان: البنوك الإسلامية بين النظرية والتطبيق. وفي سنة 2001م نال الدكتور شهادة الماجستير تخصص تحليل اقتصادي برسالة تحت عنوان: «التطبيقات المعاصرة لتقنيات التمويل بلا فوائد لدى البنوك الإسلامية»، وفي سنة 2008م حصل على شهادة الدكتوراه في العلوم الاقتصادية بأطروحة تحت عنوان: «تمويل واستثمار الأوقاف بين النظرية والتطبيق»

## الدورات التدريبية
- لبنان 2004 (الجوانب الإدارية والتسويقية والمالية لمؤسسات الزكاة)
- روما (المنظمة الدولية لقانون التنمية) IDLO2005: (القرض المصغر كأداة لمكافحة الفقر)– إيطاليا-
- مؤسسة GT-Z الألمانية جويلية 2006: مساعدة الشباب المقاول على إنشاء وإدارة مؤسسة مصغرة.

## السيرة المهنية
- مفتش ضرائب من 1996 إلى 2001   رئيس مصلحة التدخلات، وكاتب لجنة الطعن في الضرائب على مستوى الدائرة.

- معيد بجامعة البليدة معهد العلوم الاقتصادية من سنة 1996/2001-بصفة أستاذ مؤقت ومشارك
- معيد بجامعة التكوين المتواصل-مركز البليدة - من سنة 1997/2001 بصفة أستاذ مشارك.
- معيد بجامعة التكوين المتواصل-مركز الجزائر شرق - من سنة 2002/2004 بصفة أستاذ مؤقت.
- أستاذ مساعد بجامعة الجزائر –كلية العلوم الاقتصادية - من سنة 2000/ 2004 بصفة أستاذ
- استاد مساعد مكلف بالدروس دائم بكلية العلوم الاقتصادية وعلوم التسيير بجامعة البليدة ابتداء من 31 ديسمبر 2001 إلى يومنا.
- رئيس قسم العلوم الاقتصادية ابتداء من مارس 2002 إلى أفريل2004
- عضو المجلس العلمي للكلية ابتداء من مارس 2002/2004 إلى فبراير 2008
- عضو المجلس التأديبي للكلية 2002/2003
- رئيس المجلس التأديبي للكلية 2003/2004
- عضو اللجنة الوطنية لتفعيل مؤسسة الزكاة في الجزائر جوان 2002
- خبير معتمد لدى وزارة الشؤون الدينية والأوقاف مكلف بملف صندوق الزكاة مارس 2004 إلى أكتوبر 2007.
- حاليا متعاون مع وزارة الشؤون الدينية والأوقاف في ملف الزكاة والأوقاف.

## النشاط العلمي

### الكتب
- تحرير مشترك لكتاب (في جزئين)، ندوة: البطالة، الجزائر: جامعة سعد دحلب البليدة 2006.
- كتاب «التمويل الإسلامي من الفقه إلى التطبيق المعاصر لدى البنوك الإسلامية» (الجزائر: دار هومة للنشر 2007).
- تحرير مشترك لكتاب (في جزئين)، ندوة: تجارب مكافحة الفقر في العالمين العربي والإسلامي، الجزائر: جامعة سعد دحلب البليدة 2008.

### مقالات منشورة في مجلات علمية محكمة
- إستراتيجية استثمار أموال الزكاة، الجزائر: مجلة رسالة المسجد، العدد 0، جويلية 2003.
- إطار الابتكار، ماهيته ومجالاته، نحو نظام وطني للابتكار، سيدي بلعباس الجزائر: مجلة العلوم الاقتصادية، عدد خاص 2005.
- نحو نموذج مؤسسي متطور لإدارة الأوقاف، بسكرة الجزائر: مجلة العلوم الإنسانية، العدد 9، مارس 2006.
- الأوقاف الجزائرية بين الاندثار والاستثمار، الجزائر: مجلة علوم الاقتصاد والتسيير والتجارة، العدد 20، 2008.
- دراسة مقارنة بين القرض المصغر والقرض الحسن ودورهما في مكافحة الفقر، الجزائر: مجلة علوم، تكنولوجيا وتنمية، الوكالة الوطنية لتنمية البحث الجامعي، العدد 3، 2008.

## المشاركة ببحوث في الملتقيات العلمية

### الملتقيات الوطنية
- الشراكة الأوروبية الجزائرية بين واقع الاقتصاد الجزائري والطموحات التوسعية لاقتصاد الاتحاد الأوروبي، ملتقى وطني حول الاقتصاد الجزائري في الألفية الثالثة، جامعة سعد دحلب البليدة، 21-22 ماي 2002.
- التسويق الإلكتروني، الملتقى الدولي حول: تطبيقات التسويق في المؤسسات الجزائرية والانفتاح الاقتصادي، جامعة وهران، 20-21 أكتوبر 2002.
- مفهوم التنافسية، الملتقى الدولي حول: تنافسية المؤسسات الاقتصادية وتحولات المحيط، جامعة بسكرة 29-30 أكتوبر 2002.
- تعزيز القدرة التنافسية للمؤسسة الاقتصادية الجزائرية، الملتقى الوطني حول المؤسسة الاقتصادية وتحديات المناخ الاقتصادي الجديد، جامعة ورقلة 22-23- أفريل 2003.
- مدخل إلى الجباية الإلكترونية، الملتقى الوطني حول: السياسة الجبائية الجزائرية في الألفية الثالثة، جامعة سعد دحلب البليدة 10-11 ماي 2003.
- النشاط البنكي الإلكتروني كأداة لاندماج البنوك الجزائرية في الاقتصاد العالمي، الملتقى الدولي حول: إصلاحات النظام البنكي الجزائري، جامعة معسكر، 17-18 ماي 2003.
- التمويل بدون فوائد لدى البنوك الإسلامية، الملتقى الدولي حول: إصلاحات النظام البنكي الجزائري، جامعة معسكر، 17-18 ماي 2003
- صيغ التمويل بلا فوائد للمؤسسات الفلاحية الصغيرة والمتوسطة، الدورة العلمية التدريبية الدولية حول تمويل المشروعات الصغيرة والمتوسطة وتطويرها في الاقتصاديات المغاربية، جامعة سطيف بالتعاون مع البنك الإسلامية للتنمية والمعهد الإسلامي للبحوث والتدريب، 25-28 ماي 2003.
- إشكالية الجباية المحلية كمورد من موارد التنمية المحلية، جامعة الأغواط، الأيام الدراسية حول المالية المحلية والتنمية، 09-10 ديسمبر 2003.
- إطار الابتكار: ماهيته ومجالاته (نحو نظام وطني للابتكار)، ملتقى وطني حول استراتيجيات الابتكار والتغيير في المؤسسة، جامعة سيدي بلعباس 2003.
- إدارة المعرفة وتطوير الكفاءات أين المؤسسة الجزائرية من تلك التطورات؟، الملتقى الدولي حول التنمية البشرية وفرص الاندماج في اقتصاد المعرفة والكفاءات البشرية، جامعة ورقلة، 09-10 مارس 2004.
- الوقف والزكاة ودورهما في دعم الاستثمار ومكافحة البطالة، جامعة سيدي بلعباس، ملتقى وطني حول: الاستثمار والتشغيل في الجزائر 10-11 ماي 2005.
- مشاريع استثمارية وقفية لاستقطاب العمالة، جامعة سعد دحلب البليدة، الندوة العربية حول: البطالة أسبابها، معالجتها، وأثرها في المجتمع، 25-27 أفريل 2006.
- دراسة مقارنة بين القرض المصغر والقرض الحسن ودورهما في مكافحة الفقر، جامعة سعد دحل البليدة، الندوة الدولية حول: تجارب مكافحة الفقر في العالمين العربي والإسلامي، 01-03 جويلية 2007.

### المشاركات الدولية
- تجربة صندوق الزكاة الجزائري، بيروت، الدورة التدريبية عن الجوانب الإدارية والمالية والتسويقية لمؤسسات الزكاة، 6-10 ديسمبر 2004.
- النشاط المصرفي الإلكتروني كأداة لتفعيل اندماج المصارف العربية في الاقتصاد العالمي، اليمن، ندوة المعلوماتية ودورها في رفع كفاءة القطاعات الانتاجية والخدمية، 12-14 أبريل 2005.
- تجربة صندوق الزكاة الجزائري في تأسيس قاعدة بيانات وطنية للفقراء، الأردن، ندوة دور قواعد المعلومات في اتخاذ القرار، 25-27 أبريل 2005.
- نحو توأمة بين المجتمع المدني العربي-الأوروبي في مجال النشاط البيئي الاجتماعي، تونس، ندوة التعاون العربي-الأوروبي في مجال حماية البيئة، 27-29- سبتمبر 2005.
- استثمار الأوقاف في التعليم والبحث العلمي: الجزائر نموذجا، الكويت، الندوة الدولية حول توظيف مصادر التمويل الإسلامية في اقتصاديات التعليم: الأوقاف نموذجا، مارس 2006.
- الإدارة الجبائية الإلكترونية بين النظرية والتطبيق، ليبيا، ندوة الإدارة الإلكترونية: إيجابياتها وسلبياتها، 08-09 نوفمبر 2006.
- مخاطر القرض الحسن من صندوق الزكاة وسبل تغطيتها، جامعة الزيتونة الأردن: المؤتمر العلمي الدولي السنوي السابع «إدارة المخاطر واقتصاد المعرفة» 16-18 أبريل 2007.
- اعتماد مواد الاقتصاد الإلكتروني وسبل تدريسها في التخصصات الاقتصادية بالجامعات العربية، سورية، ندوة التقانات الحديثة للمعلومات والاتصالات ودورها في التعليم بمختلف مراحله، 23-24 ماي 2007.
- الأبعاد التشريعية لصندوق الزكاة الجزائري، موريتانيا، الندوة الدولية حول: النصوص القانونية المنظمة للوقف والزكاة، 16-21 مارس 2008.
- تجربة صندوق الزكاة الجزائري في مكافحة الفقر، موريتانيا، دورة تدريبية حول: دور الوقف والزكاة في التخفيف من حدة الفقر، 16-21 مارس 2008.
- معايير اختيار العاملين في البنوك الإسلامية، الأردن، ورشة تأهيل الكوادر البشرية للعمل في المصارف الإسلامية - الواقع والتحديات"، 29/06/2008،

## نشاطات الخبرة
- تنظيم هيكلة صندوق الزكاة على المستوى الوطني وتفعيل نشاطاته 2003- إلى يومنا.
- إستراتيجية الحملة الاعلامية الخاصة بصندوق الزكاة الجزائري،2004 إلى يومنا.
- دراسة تقديرية لحصيلة الزكاة في الجزائر 2004
- ترشيد حصيلة الزكاة (توزيعا واستثمارا) في الجزائر 2004
- قيادة مفاوضات استثمار أموال الزكاة مع بنك البركة الجزائري سبتمبر 2004(وقعت الاتفاقية)
- دراسة جدوى لمشروع مركب المسجد الأعظم 2004 (وافقت رئاسة الجمهورية على تحمل الخزينة العمومية كافة تكاليف إنجازه)
- دراسة جدوى لمشروع المركب الوقفي البشير الإبراهيمي في بوفاريك 2005.
- دراسة جدوى لمشروع الشركة الوقفية للنقل 2005 (وقعت الاتفاقية بين وزارة الشؤون الدينية والأوقاف وبنك البركة الجزائري- أوت2006 -)
- دراسة جدوى لاستثمار الأوقاف بين وزارة الشؤون الدينية والأوقاف وبنك البركة الجزائري 2006 (وقعت الاتفاقية)
- دراسة جدوى لمشروع دفتر التوفير حج عمرة بين وزارة الشؤون الدينية والأوقاف وبنك البركة الجزائري 2006 (قيد الدراسة)
- مشروع تمويل الصناعات النسيجية التقليدية من طرف بنك البركة الجزائري 2006 (قيد الشروع في تطبيقه)
- مشروع نحول تنظيم جديد للزكاة في الجزائر (اقتراح ديوان وقانون للزكاة في الجزائر)، أفريل 2008 (قيد الدراسة)
- مشروع توحيد لباس الموظفين العاملين في المساجد، جوان 2008.

## المواد المدرسة بالجامعة
الاقتصاد النقدي، المالية الدولية، الاقتصاد السياسي، العلاقات الاقتصادية الدولية، الجباية، القانون الجبائي، جباية المؤسسة، ندوة في النقود والمالية والبنوك، اقتصاد المؤسسة، تاريخ الوقائع الاقتصادية، المؤسسات الاقتصادية الدولية.

## نشاطات أخرى
محلل اقتصادي بالقناة الإذاعية الدولية الجزائرية منذ 2007 إلى يومنا.
تنظيم العشرات من الحصص الإذاعية حول الزكاة والأوقاف وتطبيقاتها المعاصرة 2003 - إلى 2007
من سنة 2003 إلى 2007 أكثر من 10 ندوات تلفزيونية حول الاقتصاد الإسلامي وتطبيقاته، حصة فضاء الجمعة، المؤسسة العمومية الجزائرية للتلفزيون.

## مقالات الكاتب
• معايير اختيار العاملين لدى البنوك الإسلامية
• التوجيهات النبوية ومعالم الرحمة في الاقتصاد والمعاملات
• الأبعاد الاقتصادية والاجتماعية لتعدد الزوجات